# 佐賀県立伊万里特別支援学校
佐賀県立伊万里特別支援学校（さがけんりつ いまりとくべつしえんがっこう）は、佐賀県伊万里市大坪町にある県立の特別支援学校。知的障害児と肢体不自由児を対象とした特別支援教育を行っている。

## 概要
歴史
1979年（昭和54年）に「佐賀県立伊万里養護学校」として開校。2011年（平成23年）に従来の知的障害児に加え、肢体不自由児を対象にした教育を開始。同時に現校名に改称。2014年（平成26年）に創立35周年を迎えた。
学部
- 小学部
- 中学部
- 高等部
  - 各部に訪問教育学級がある。

校章
中央に「伊」の文字を置いている。
校歌
作詞は八田定、作曲は池田マサ子による。歌詞は3番まであり、各番に旧校名の「伊万里養護」が登場する。

## 沿革
- 1978年（昭和53年）4月1日 - 開校準備室が開設される。
- 1979年（昭和54年）
  - 3月25日 - 校舎と寄宿舎が完成。
  - 4月1日 - 「佐賀県立伊万里養護学校」が開校。小学部・中学部を設置。小学部で訪問教育を開始。
  - 6月1日 - 開校式を挙行。
- 1980年（昭和55年）
  - 1月15日 - 体育館が完成。
  - 4月1日 - 高等部を設置。
- 1981年（昭和56年）3月1日 - 校歌を制定。
- 1983年（昭和58年）9月30日 - 校旗を制定。
- 1984年（昭和59年）
  - 3月29日 - プールが完成。
  - 4月1日 - 小学部に重複学級を設置。
- 1985年（昭和60年）4月1日 - 中学部に重複学級を設置。
- 1991年（平成3年）3月 - 高等部新校舎が完成。
- 1996年（平成8年）4月1日 - 高等部に重複学級を設置。
- 2000年（平成12年）4月1日 - 高等部に訪問教育学級を設置。
- 2001年（平成13年）4月1日 - 佐賀県立北部養護学校の開校により、一部児童生徒が転出。
- 2007年（平成19年）4月1日 - 佐賀県立うれしの特別支援学校の開校により、一部児童生徒が転出。
- 2011年（平成23年）4月1日 - 「佐賀県立伊万里特別支援学校」（現校名）に改称。肢体不自由教育課程を設置。
- 2012年（平成24年）2月20日 - プレイルーム棟が完成。

## 交通
最寄りの鉄道駅
- JR九州 筑肥線 「上伊万里駅」

## 周辺
- JA伊万里農機具センター